# Frédéric Chatillon
Frédéric Chatillon (nascut el 15 febrer de 1968) és un home de negocis francès, i assessor de comunicació de Marine Le Pen, líder del partit polític Reagrupament Nacional.

## Trajectòria
Chatillon ha estat un "amic i confident" de Le Pen des de l'adolescència. Van estudiar Dret al mateix centre. De jove, fou president de Groupe Union Défense, un moviment estudiantil d'ultradreta. L'any 1993, per al 25è aniversari de la GUD, va escollir un cartell provocador antisionista. El 1994 va organitzar una manifestació a París, amb el lema “Benvinguts als enemics d'Europa! per protestar contra els bombardejos anunciats de l'OTAN a Sèrbia.
Frédéric Chatillon va defensat públicament als negacionistes de l'Holocaust Robert Faurisson i a Roger Garaudy.També va treballar a la principal llibreria de negació de l'Holocaust de França, Ogmios.
L'any 1992 va fer dos viatges a Espanya per conèixer Léon Degrelle i a Bèlgica per assistir al 50è aniversari de la Légion SS Wallonie.
Als anys 2000, Frédéric Chatillon va començar a fer costat al règim del president sirià Bashar al-Assad a França. El 2006, va participar en un acte contra l'imperialisme americà a la capital siriana Damasc, on va aparèixer al costat de l'humorista d'extrema dreta Dieudonné, l'assagista d'extrema dreta Alain Soral i el periodista Thierry Meyssan, partidari de les teories de la conspiració. El 2009 va llançar una campanya publicitària per al govern sirià a França. A l'inici de la guerra civil a Síria l'any 2011, l'empresa de Chatillon Riwal, que també operava una oficina a Damasc, va crear un lloc web amb propaganda per al règim sirià sota el domini infosyrie.fr. L'enllaç de Frédéric Chatillon a Síria va ser l'antic ministre de Defensa Mustapha Tlass. Chatillon es va pronunciar fermament en contra de la intervenció estrangera a la guerra civil de Síria.
Juges Renaud Van Ruymbeke i Aude Buresi estan investigant Chatillon, acusat de finançar il·legalment el Front Nacional. El diari francès Le Monde va mencionar Chatillon a la investigació dels Papers de Panamà, informant que Chatillon havia utilitzat la seva empresa per muntar una xarxa internacional d'empreses tapadera i de factures falses. En la seva pàgina de Facebook, Chatillon va escriure, "evidentment, el Front Nacional no té res a veure amb aquest afer privat, ni directa ni indirectament". S'investiga un entramat complext que afecta a empreses de Hong Kong, Singapur, Panamà i les illes Verges Britàniques.
El 2020 la periodista Valérie Igounet va assegurar que Chatillon mantenia contacte amb moviments d'extrema dreta i amb col·lectius negacionistes.

### Vida privada
En l'àmbit privat, Frédéric Chatillon està separat de Marie d'Herbais de Thun, nascuda el 1971, amiga de Marine Le Pen, filla de Pierre-Guillaume i Katherine d'Herbais de Thun, una de les germanes Cendrine Blot-Le Chevallier (nascuda Chéreil de la Rivière). La seva nova parella és Sighild Blanc, nascuda el 1982 a Dieppe. És directora de l'empresa Unanime, que va produir una maqueta i la impressió de diaris de la FN l'any 2012. A més, va registrar a l'Institut Nacional de la Propietat Industrial el nou eslògan "En nom del poble", de la candidata Marine Le Pen per a les eleccions presidencials franceses de 2017. També està encausada per malversació d'actius corporatius, ocultació i blanqueig de mal ús d'actius corporatius en l'afer del finançament de l'FN i Jeanne.